# Fujisato, Akita
Fujisato (藤里町 Fujisato-machi) là thị trấn thuộc huyện Yamamoto, tỉnh Akita, Nhật Bản. Tính đến ngày 1 tháng 10 năm 2020, dân số ước tính thị trấn là 2.896 người và mật độ dân số là 10 người/km2. Tổng diện tích thị trấn là 282,1 km2.

## Địa lý

### Đô thị lân cận
- Akita
  - Noshiro
  - Ōdate
  - Kitaakita
  - Happō
- Aomori
  - Ajigasawa
  - Nishimeya